# Cape Horn (hrabstwo Mendocino)
Cape Horn – obszar niemunicypalny w hrabstwie Mendocino, w Kalifornii (Stany Zjednoczone), na wysokości 322 m. Znajduje się około 7 km na zachód od Elk.